# Boyoubetterunow
Boyoubetterunow je kompilace nahrávek švédské indie popové kapely The Concretes. Ačkoliv je Boyoubetterunow první dlouhostopážní nahrávka The Concretes, nelze jí považovat ze debutové album. Boyoubetterunow je totiž kompilace dvou již dříve vydaných EP-ček Limited Edition a Lipstick Edition. Za debutovou desku v pravém slova smyslu lze považovat až eponymní kolekci z roku 2003.

## Seznam skladeb
1. Teen Love
2. Sunsets
3. Be Mine
4. Other Ones
5. Vacation
6. Recover
7. Give A Little
8. The Jeremiad
9. Cabaret
10. Tjyven (The Thief)
11. Contamination

- skladby č. 3, 4, 7, 8 a 11 pocházejí z Limited Edition. Ostatní skladby z Lipstick Edition.